# Little Jesus
Little Jesus (estilizado como la LJ) es una banda de indie rock y tropipop mexicana, formada en julio de 2012 en Ciudad de México.Está integrada por Santiago Casillas (voz), Juan Manuel Sánchez Rucobo (batería), Fernando Bueno (guitarra), Arturo Vázquez-Vela (teclados) y Carlos Medina (bajo).En 2023 su álbum debut Norte fue certificado disco de oro por la Asociación Mexicana de Productores de Fonogramas y Videogramas (AMPROFON) por más de 30 000 copias vendidas.
El grupo comenzó cuando Santiago, dejó de lado su interés en el fútbol para dedicarse a estudiar música en el Berklee College of Music en Boston. Iniciaron tocando en pequeños recintos de la Zona metropolitana de Ciudad de México, como Texcoco, Aragón y Tultitlán, antes de lograr mayor notoriedad en la escena indie al presentarse en lugares como la Estela de Luz y, más tarde, en El Imperial, un importante bar de música en vivo en la capital.El nombre de la banda proviene de un alias que Santiago, creó antes de irse a estudiar música, inventó el nombre como un seudónimo y llegó a fabricar collares con un logo del mismo, que luego regalaba a sus amigos y a otras bandas.
Han grabado cuatro álbumes de estudio: Norte (2013), Río salvaje (2016),Disco de oro (2019)y El show debe continuar (2024).Cuentan con un álbum versionado en japonés; Norte (Japanese versión) (2014). Entre sus canciones más populares se encuentran: «Azul», «Pesadilla», «Berlín», «Norte», «Color», «Químicos», «Se fue», «Presente», «La magia», «TQM», «Los años maravillosos», «Fuera de lugar», etc. Sus canciones suelen abordar tópicos del amor, desamor, la nostalgia con metáforas a la vida extraterrestre, característica que los representa.Tomaron influencias de artistas como Radiohead, The Strokes, Phoenix, Michael Jackson, Pink Floyd y Alan Parsons.
Fueron acreedores a 7 premios en los Indie-O Music Awards entre los que se encuentran canción del año con «Azul», mejor disco rock con Norte, mejor acto en vivo, artista nuevo y banda del año en 2014,  así como mejor arte/empaque con la versión japonesa de Norte, y video del año con «Norte». También fueron nominados a video del año con «Cretino» y a mejor acto en vivo en 2015. Han colaborado con artistas como Ximena Sariñana, Elsa y Elmar, Girl Ultra, Ramona, entre otros. Se han presentado en festivales masivos, como el Vive Latino en Ciudad de México, Pa'l Norte en Monterrey, Coordenada en Guadalajara, el Festival Central en el Estado de México y el Festival Internacional de Cine de Guanajuato.  Ganaron fama internacional al actuar en países como Estados Unidos,España,Colombiay Chile. En el 2015 realizaron una gira por Europa y en el 2016 abrieron el concierto de The Rolling Stones en México.

## Historia

### 2012-2015: Inicios yNorte

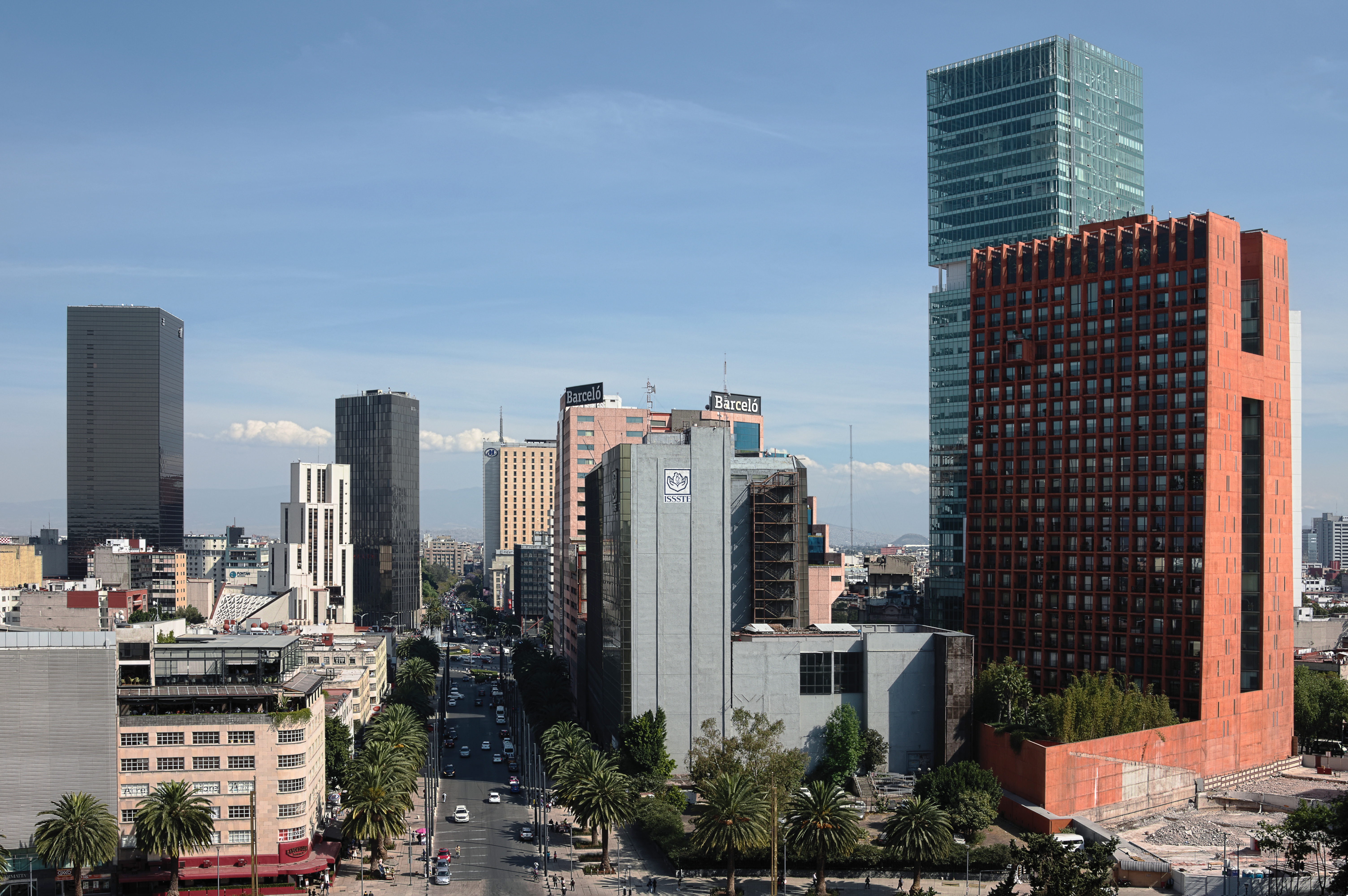
Ciudad de México lugar donde se creó la banda.

Little Jesus inició como un proyecto experimental de música electrónica en la Berklee College of Music en la ciudad de Boston, Estados Unidos, donde Santiago Casillas estudiaba.En un viaje a México en el 2012, se le presentó la oportunidad de tocar en El Imperial junto a Matilda Manzana. Al no tener a sus compañeros con quiénes había compuesto las piezas originalmente, juntó a varias personas que terminaron por consolidar y proponer mejoras a los arreglos musicales.
 

Cuando Santiago regresó a Boston y a su universidad, se dio cuenta de que la idea de seguir estudiando música en aquella institución no era algo que quería seguir haciendo, así como tampoco encontraba varios lugares en los cuáles pudiera tocar constantemente, veía más futuro en México, así que regresó.
| «No había tocado mis canciones en México. Hablé a los demás miembros del grupo, entre todos trabajamos las rolas que tenía y ese fue nuestro primer concierto como la LJ»—Santiago Casillas (vocalista) |

Se reunió con quienes lo habían acompañado en la presentación de El Imperial, y empezaron a tocar ante cualquier oportunidad que se les presentará. La banda debutó con el disco Norte que lanzaron de manera independiente en el 2013, mismo disco que fueron construyendo durante sus primeras presentaciones. Los sencillos más reconocidos por este álbum son «Azul», «Químicos», «Berlín» , «Pesadilla», «Norte» y «Cretinos». También se tiene una versión japonesa del mismo álbum.

### 2016-2018:Río salvaje
En el 2016 lanzaron su segundo disco titulado Río salvaje, mismo año en el que abrieron el concierto de The Rolling Stones en México. El álbum lo definen como «un disco más ambicioso con mayor fuerza en las letras y un sonido más elaborado. Que se sienta la evolución de la banda tanto en las letras como en el concepto y la grabación». Río Salvaje significó un cambio en el sonido de Little Jesus, alejándose parcialmente del estilo indie y surf rock de su álbum debut, Norte. En este disco, la banda exploró influencias más diversas, como el pop y el rock alternativo, junto con elementos de psicodelia y música electrónica.

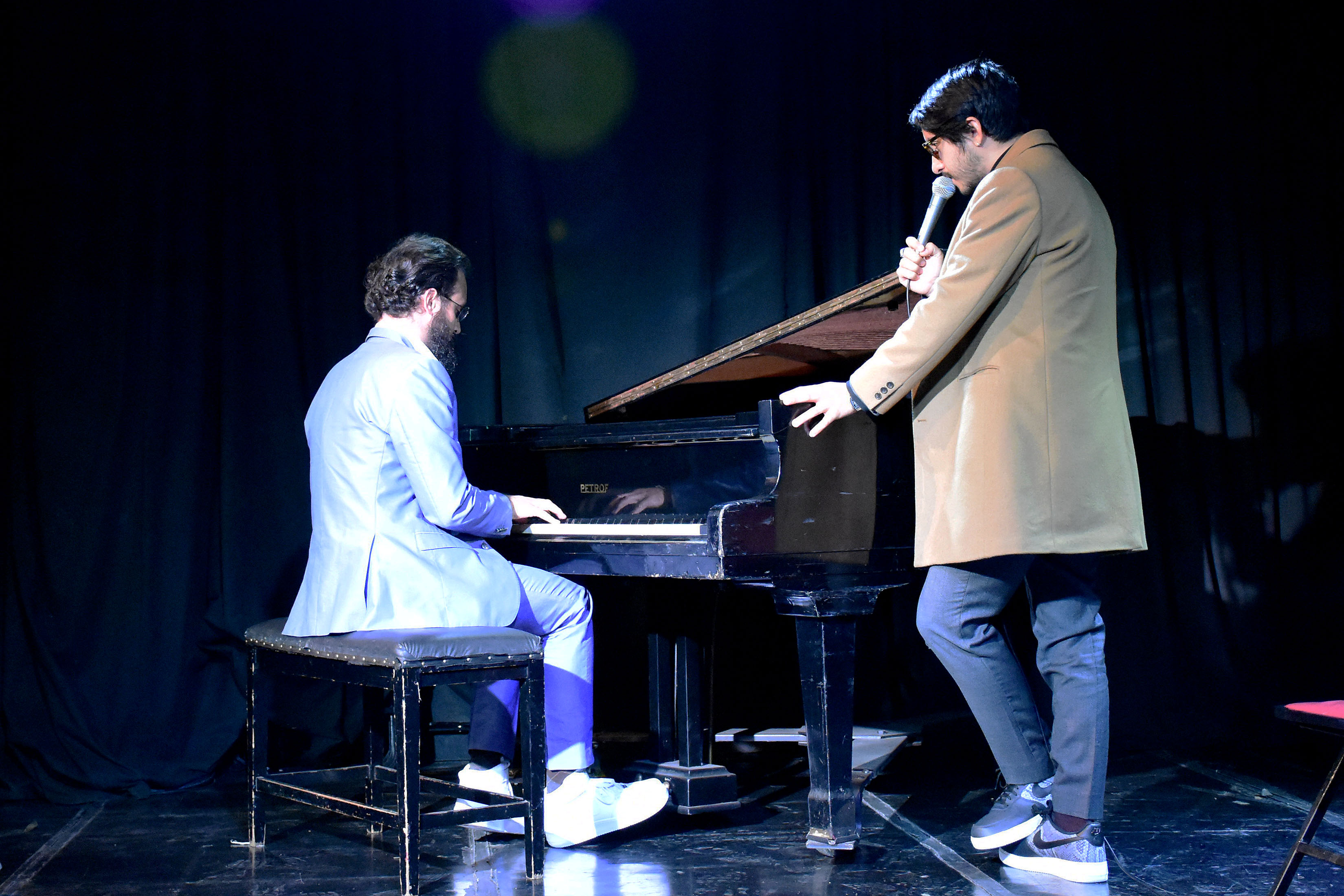
LJ en vivo en una conferencia de prensa en el Foro A Poco No (2017).

Además, la producción y composición son más sofisticadas, con letras que se mantienen introspectivas y románticas, pero con un enfoque más maduro en comparación con sus trabajos anteriores. Una característica notable del álbum es que incluye colaboraciones con artistas como Ximena Sariñana y Elsa y Elmar. Entre los temas más populares se destacan «TQM», «La magia» y «Mala onda», que lograron éxito tanto en plataformas digitales como en presentaciones en vivo. También permitió que la banda expandiera su público, participando en festivales como el Vive Latino y realizando giras dentro y fuera de México.

### 2019-2023:Disco de oro
En el 2019, lanzaron su tercer disco titulado Disco de oro, cuya producción tuvo sus inicios a principios del 2017.A inicios de la Pandemia de COVID-19 en México en el 2020, se realizó una entrevista a Truco Sánchez (baterista), donde expresó su agradecimiento que tiene a sus fanes: «Siempre es muy gratificante; que canten tus canciones, que te escriban agradeciéndote por una canción les cambió la vida o porque estaban muy deprimidos y nuestra música los sacó adelante… Es por eso que nosotros seguimos en este camino musical, es algo que me deja muy agradecido». También habló de la importancia de seguir creando música para que las personas, desde sus hogares, pudieran usar su música como un escape a la realidad que se vivía.
En términos de producción discográfica, Santiago Casillas y Mateo Lewis asumieron ese rol, el álbum también incluye colaboraciones con otros artistas, como Girl Ultra. Durante su creación, la banda se tomó el tiempo para experimentar con su sonido. Incluye una canción que refleja nostalgia por momentos pasados y una reflexión sobre la juventud. Casillas, el vocalista, mencionó que la canción homónima busca transmitir la idea de que siempre es posible revivir momentos especiales, a pesar de la percepción del paso del tiempo. La banda trabajó de manera intensiva, incluso retirándose a Acapulco para enfocarse en la grabación.

### 2024-presente:El show debe continuar
La frase que dio nombre al álbum El show debe continuar surgió en medio de dificultades, y fue lanzado cinco años después de Disco de oro. La banda atravesó momentos de presión para completar el material antes de su presentación en el Auditorio Nacional de Ciudad de México. Sin embargo, un incidente inesperado durante un viaje a Oakland, California resultó ser favorable. Mientras comían hamburguesas, les robaron una computadora que contenía algunas de las canciones del nuevo álbum. Santiago comentó que la pérdida fue «una bendición». Se grabó en estudios ubicados en la Ciudad de México —El Desierto—, Nueva York y Texas —Sonic Ranch—, lo que contribuyó a una variedad de influencias sonoras.

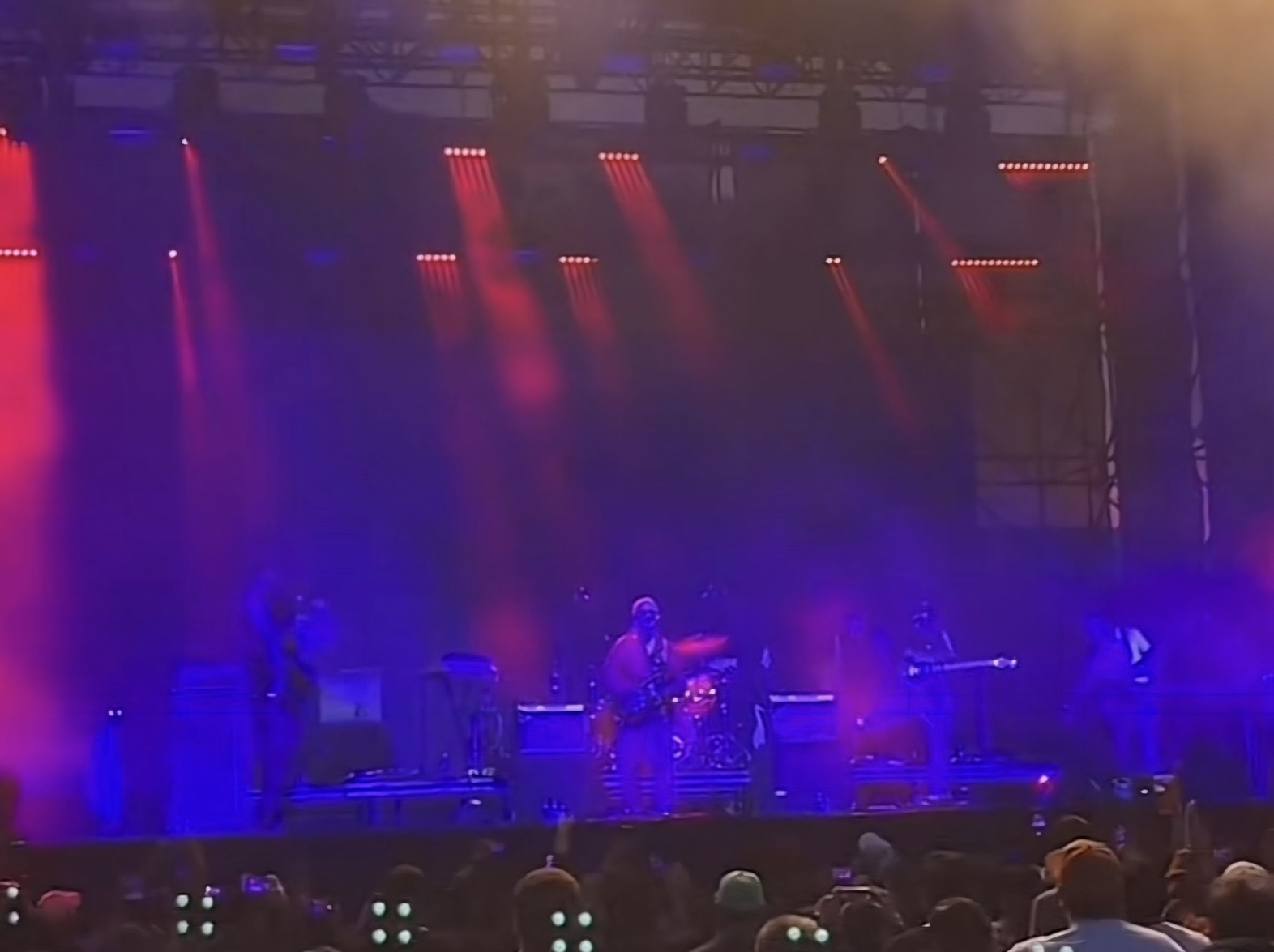
LJ en una presentación de El show debe continuar en Guadalajara.

Inicialmente, el álbum se iba a llamar Presente, siguiendo la estructura de una, dos y tres palabras de sus discos anteriores: Norte, Río Salvaje y Disco de oro. Presente iba a plasmar un nuevo comienzo, alejándose de ideas abstractas para centrarse en lo concreto. No obstante, el contexto de ese momento no era muy favorable en sus vidas personales. La banda decidió dejar de complicarse y centrarse en crear canciones, «sin restricciones ni presiones». Así surgió El show debe continuar, un álbum compuesto por 12 nuevas canciones que abordan «La vida cotidiana». Poni añadió que, aunque exploraron géneros diferentes, las canciones siguen sintiéndose propias. «Algunas recuerdan a temas de trabajos anteriores», comentó Truco. La canción principal del álbum es una colaboración con Conociendo Rusia, mientras que «Misterio, cigarros y menta» cuenta con la participación de Ivana. El disco destaca la habilidad de la banda para explorar diferentes sonidos y la capacidad de Casillas como letrista, con letras que transmiten emociones de manera clara y efectiva. Con una duración de 48 minutos, que puede considerarse extenso según los estándares actuales, uno de los músicos expresó su preferencia por escuchar discos enteros, comentando que a menudo se sumerge en la música y experimenta un crecimiento personal a lo largo del mismo. En El show debe continuar, Little Jesus exploró los matices de la vida a través de su música: el crecimiento, el amor, la victoria, la pérdida, la memoria, el olvido y el acto de vivir.

## Integrantes
Formación original
- Santiago Casillas - voz, guitarra (2012-presente)
- Carlos Medina - bajo y guitarra (2012-presente)
- Juan Manuel Sánchez - batería (2012-presente)
- Fernando Bueno - bajo y guitarra (2012-presente)
- Arturo Vázquez-Vela - teclados (2012-presente)

Línea de tiempo

## Discografía
| Álbumes de estudio - 2013: Norte - 2016: Río salvaje - 2019: Disco de oro - 2024: El show debe continuar | Otros álbumes - 2014: Norte (Versión japonesa) |

## Giras musicales
Principales
- 2013: Norte Tour[50]
- 2016: Río salvaje Tour[51]
- 2019: Disco de oro Tour[52]
- 2025: El show debe continuar Tour[53]

## Videografía
Videos musicales
| Año  | Canción                    | Otro Artista(s)              | Álbum        |
| ---- | -------------------------- | ---------------------------- | ------------ |
| 2013 | «Berlín»                   | Ninguno                      | Norte        |
| 2014 | «Norte»                    | Ninguno                      | Norte        |
| 2016 | «Mal»                      | Ninguno                      | Norte        |
| 2016 | «Mala onda                 | Ninguno                      | Río salvaje  |
| 2016 | «La magia»                 | Ninguno                      | Río salvaje  |
| 2017 | «TQM»                      | Ximena Sariñana Elsa y Elmar | Río salvaje  |
| 2019 | «Los años maravillosos»    | Ninguno                      | Disco de oro |
| 2019 | «Fuera de lugar»           | Girl Ultra                   | Disco de oro |
| 2019 | «Disco de oro»             | Ninguno                      | Disco de oro |
| 2019 | «Gracias por nada»         | Ninguno                      | Disco de oro |
| 2020 | «Carretera internacional»  | Ninguno                      | Sin álbum    |
| 2020 | «Lo que necesitas es amor» | Ninguno                      | Sin álbum    |
| 2020 | «primavera 2020»           | Zoe Gotusso                  | Sin álbum    |
| 2021 | «Se fue»                   | Ximena Sariñana Elsa y Elmar | Sin álbum    |
| 2021 | «Buenos días, tardes ya»   | Ninguno                      | Sin álbum    |
| 2021 | «Nadie me caé bien»        | Jesse Baéz                   | Sin álbum    |
| 2023 | «Presente»                 | Ninguno                      | Sin álbum    |

## Premios y nominaciones
Premios
| Año  | Entrega      | Categoría           | Nominación               | Resultado | Ref.   |
| ---- | ------------ | ------------------- | ------------------------ | --------- | ------ |
| 2014 | Premios IMAS | Canción del año     | «Azul»                   | Ganadores | [ 17 ] |
| 2014 | Premios IMAS | Mejor acto en vivo  | Little Jesus             | Ganadores | [ 17 ] |
| 2014 | Premios IMAS | Artista nuevo       | Little Jesus             | Ganadores | [ 54 ] |
| 2014 | Premios IMAS | Mejor banda del año | Little Jesus             | Ganadores | [ 54 ] |
| 2014 | Premios IMAS | Mejor disco rock    | Norte                    | Ganadores | [ 55 ] |
| 2015 | Premios IMAS | Mejor Arte/Empaque  | Norte (Versión japonesa) | Ganadores | [ 19 ] |
| 2015 | Premios IMAS | Video del año       | «Norte»                  | Ganadores | [ 20 ] |

Nominaciones
| Año  | Entrega      | Categoría          | Nominación   | Resultado | Ref.   |
| ---- | ------------ | ------------------ | ------------ | --------- | ------ |
| 2014 | Premios IMAS | Video del año      | «Cretino»    | Nominados | [ 56 ] |
| 2015 | Premios IMAS | Mejor acto en vivo | Little Jesus | Nominados | [ 57 ] |